# Liste von Sakralbauten in Hildesheim
Die Liste von Sakralbauten in Hildesheim nennt Kirchengebäude und sonstige Sakralbauten in Hildesheim, Niedersachsen.

## Christentum
Diese Liste nennt 52 Kirchen.
| Foto                               | Name                                                               | Standort                 | Stadtteil                         | Konfession der Gemeinde                                                                      |
| ---------------------------------- | ------------------------------------------------------------------ | ------------------------ | --------------------------------- | -------------------------------------------------------------------------------------------- |
|                                    | St. Altfrid                                                        | Anges-Miegel-Straße      | Ochtersum                         | katholisch                                                                                   |
|                                    | St.-Andreas-Kirche                                                 | Andreasplatz             | Stadtmitte/Altstadt               | evangelisch-lutherisch                                                                       |
|                                    | Annenkapelle                                                       | im Kreuzgang des Domes   | Stadtmitte/Altstadt               | katholisch                                                                                   |
|                                    | St.-Antonius-Kirche                                                | Hückedahl                | Stadtmitte/Altstadt               | katholisch (am 17. September 2009 profaniert, jetzt Teil des Dom-Museums)                    |
|                                    | St. Bernward                                                       | Oldekopstraße            | Stadtmitte                        | katholisch (am 7. September 2023 profaniert, soll Teil des Bistumsarchivs Hildesheim werden) |
|                                    | Christuskirche                                                     | An der Christuskirche    | Moritzberg                        | evangelisch-lutherisch                                                                       |
|                                    | St. Cosmas und Damian                                              | Egloffsteinstraße        | Marienrode                        | evangelisch-lutherisch                                                                       |
|                                    | Hohe Domkirche St. Mariä Himmelfahrt – (UNESCO-Welterbe)           | Domhof                   | Stadtmitte/Altstadt               | katholisch (Bischofssitz)                                                                    |
|                                    | St. Elisabeth                                                      | Goethestraße             | Oststadt                          | katholisch                                                                                   |
|                                    | Evangelisch-reformierte Kirche                                     | Immengarten              | Oststadt                          | evangelisch-reformiert                                                                       |
|                                    | St. Georg                                                          | Itzumer Hauptstraße      | Itzum                             | katholisch                                                                                   |
|                                    | Kirche der Entschlafung der Allheiligen Gottesgebärerin            | Obere Dorfstraße         | Himmelsthür                       | serbisch-orthodox                                                                            |
|                                    | Basilika St. Godehard                                              | Godehardsplatz           | Stadtmitte/Altstadt               | katholisch (Basilica minor)                                                                  |
|                                    | Pfarrkirche St. Godehard                                           | Sankt-Godehard-Straße    | Ochtersum                         | katholisch (profaniert)                                                                      |
|                                    | Guter Hirt                                                         | Altfriedweg              | Oststadt                          | katholisch                                                                                   |
|                                    | Heilig-Geist-Kapelle der Ukrainer                                  | Stiftskirchenweg         | Moritzberg                        | katholisch                                                                                   |
|                                    | Literaturhaus St. Jakobi                                           | Jakobikirchgasse         | Stadtmitte/Altstadt               | evangelisch-lutherisch (Kulturkirche)                                                        |
|                                    | St. Johannes Evangelist                                            | An der Johanneskirche    | Nordstadt                         | katholisch                                                                                   |
|                                    | St. Joseph                                                         | Marienburger Straße      | Marienburger Höhe                 | katholisch                                                                                   |
|                                    | Katharina von Bora                                                 | St.-Georg-Straße         | Itzum                             | evangelisch-lutherisch                                                                       |
|                                    | Heilig Kreuz                                                       | Kreuzstraße              | Stadtmitte/Altstadt               | katholisch                                                                                   |
|                                    | St. Kunibert                                                       | Sorsumer Hauptstraße     | Sorsum                            | katholisch                                                                                   |
|                                    | St.-Lamberti-Kirche                                                | Neustädter Markt         | Stadtmitte/Altstadt bzw. Neustadt | evangelisch-lutherisch                                                                       |
|                                    | Liebfrauenkirche                                                   | Liebfrauenkirchplatz     | Marienburger Höhe                 | katholisch                                                                                   |
|                                    | Lukas-Kirche                                                       | Schlesierstraße          | Ochtersum                         | evangelisch-lutherisch                                                                       |
|                                    | St. Magdalenen                                                     | Mühlenstraße             | Stadtmitte/Altstadt               | katholisch                                                                                   |
|                                    | Magdalenenkapelle                                                  | Gut Steuerwald           | Steuerwald                        | katholisch                                                                                   |
|                                    | Mariä Heimsuchung                                                  | Klingenbergstraße        | Neuhof                            | katholisch                                                                                   |
|                                    | Mariä Lichtmess                                                    | Friedrich-Lekve-Straße   | Drispenstedt                      | katholisch                                                                                   |
|                                    | Markus-Kirche                                                      | Ulmenweg                 | Ochtersum                         | evangelisch-lutherisch                                                                       |
|                                    | Krankenhauskirche „Maria Heil der Kranken“ (ehem. Kartäuserkirche) | Treibestraße             | Stadtmitte/Altstadt               | katholisch                                                                                   |
|                                    | St. Martini                                                        | Am Steine                | Stadtmitte/Altstadt               | ist heute Teil des Roemer- und Pelizaeus-Museums                                             |
| Martin-Luther-Kirche in Hildesheim | Martin-Luther-Kirche                                               | Martin-Luther-Straße     | Nordstadt                         | evangelisch-lutherisch                                                                       |
|                                    | St. Martinus                                                       | Schulstraße              | Himmelsthür                       | katholisch                                                                                   |
|                                    | St. Martin                                                         | Kirchstraße              | Achtum                            | katholisch                                                                                   |
|                                    | St. Martin                                                         | Wackenstedter Straße     | Bavenstedt                        | evangelisch-lutherisch                                                                       |
|                                    | Matthäus-Kirche                                                    | Braunsberger Straße      | Marienburger Höhe                 | evangelisch-lutherisch                                                                       |
|                                    | St. Mauritius                                                      | Stiftskirchenweg         | Moritzberg                        | katholisch                                                                                   |
|                                    | St.-Michaelis-Kirche – (UNESCO-Welterbe)                           | Michaelisplatz           | Stadtmitte/Altstadt               | simultan (evangelisch-lutherischer Hauptteil und katholische Krypta unter dem Westchor)      |
|                                    | St. Michael                                                        | Auf dem Gutshof          | Marienrode                        | katholisch                                                                                   |
|                                    | Neuapostolische Kirche                                             | Goslarsche Landstraße    | Oststadt                          | neuapostolisch                                                                               |
|                                    | Nikolaikapelle                                                     | Hinterer Brühl           | Stadtmitte/Altstadt               | ehemalige Pfarrkirche, heute ein Wohnhaus                                                    |
|                                    | St. Nikolaus (Pastor Vollmer Stiftung)                             | Am Drispenstedter Brink  | Drispenstedt                      | katholisch                                                                                   |
| Paul-Gerhardt-Kirche in Hildesheim | Paul-Gerhardt-Kirche                                               | Händelstraße             | Marienburger Höhe                 | evangelisch-lutherisch                                                                       |
|                                    | Paulus-Kirche                                                      | An der Pauluskirche      | Himmelsthür                       | evangelisch-lutherisch                                                                       |
|                                    | St. Paulus                                                         | Neue Straße              | Stadtmitte/Altstadt               | katholisches Alten- und Pflegeheim; Kapelle im Chor                                          |
|                                    | Seminarkirche                                                      | Brühl                    | Stadtmitte/Altstadt               | katholisch                                                                                   |
|                                    | Thomas-Kirche                                                      | Ehrlicherstraße          | Drispenstedt                      | evangelisch-lutherisch                                                                       |
|                                    | St. Timotheus                                                      | Timotheusplatz           | Marienburger Höhe                 | ist Heute das Center for World Music der Universität Hildesheim                              |
|                                    | Unbefleckte Empfängnis Mariä                                       | Bavenstedter Hauptstraße | Bavenstedt                        | katholisch                                                                                   |
|                                    | Unbefleckte Empfängnis Mariä                                       | Kirchweg                 | Einum                             | katholisch                                                                                   |
|                                    | Zwölf-Apostel                                                      | Zwölf-Apostel-Weg        | Godehardikamp                     | evangelisch-lutherisch                                                                       |

## Judentum
| Foto | Name                   | Standort   | Stadtteil |
| ---- | ---------------------- | ---------- | --------- |
|      | Synagoge am Lappenberg | Lappenberg | Neustadt  |

## Islam
- Selimiye-Moschee, Bischofskamp 37, Ditib